# Keith David
Keith David Williams, noto come Keith David (New York, 4 giugno 1956), è un attore statunitense.

## Biografia
David è nato ad Harlem, New York, e cresciuto a Corona nel Queens, New York, è figlio di Delores (nata Dickenson) e Lester Williams. Le sue prime interpretazioni risalgono ai tempi scolastici, ha poi cominciato a studiare recitazione alla School of Performing Arts di Manhattan. Ha frequentato la Juilliard School's Drama Division dove si è diplomato nel 1979.

### Attività di doppiaggio
David è risultato vincitore di due Emmy Awards prime time come miglior doppiatore (voce narrante) nei documentari Unforgivable Blackness: The Rise and Fall of Jack Johnson (2005) di Ken Burns e The War (2008). Ha prestato la sua voce anche per molti personaggi delle serie d'animazione come Golia della serie TV Disney Gargoyles - Il risveglio degli eroi. Lo ha fatto anche per vari personaggi dei videogiochi; per esempio ha "impersonato" l'Arbiter in Halo 2 e in Halo 3, il Capitano David Anderson nella serie di Mass Effect, Julius Little in Saints Row e Saints Row 2, e sé stesso in Saints Row IV. Nel 2003 doppia anche il personaggio di Voxem nel film d'animazione La profezia di Kaena.

## Filmografia parziale

### Attore

#### Cinema
- La cosa (The Thing), regia di John Carpenter (1982)
- The Whoopee Boys - giuggioloni e porcelloni (The Whoopee Boys), regia di John Byrum (1986)
- Platoon, regia di Oliver Stone (1986)
- Su e giù per i Caraibi (Hot Pursuit), regia di Steven Lisberger (1987)
- Braddock: Missing in Action III, regia di Aaron Norris (1988)
- Saigon (Off Limits), regia di Christopher Crowe (1988)
- Un gentleman a New York (Stars and Bars), regia di Pat O'Connor (1988)
- Bird, regia di Clint Eastwood (1988)
- Essi vivono (They Live), regia di John Carpenter (1988)
- Il duro del Road House (Road House), regia di Rowdy Herrington (1989)
- Always - Per sempre (Always), regia di Steven Spielberg (1989)
- Il giallo del bidone giallo (Men at Work), regia di Emilio Estevez (1990)
- Programmato per uccidere (Marked for Death), regia di Dwight H. Little (1990)
- Analisi finale (Final Analysis), regia di Phil Joanou (1992)
- Articolo 99 (Article 99), regia di Howard Deutch (1992)
- Giovani, carini e disoccupati (Reality Bites), regia di Ben Stiller (1994)
- Notes in a Minor Key, regia di Adisa – cortometraggio (1994)
- Il terrore dalla sesta luna (The Puppet Masters), regia di Stuart Orme (1994)
- Pronti a morire (The Quick and the Dead), regia di Sam Raimi (1995)
- Blue in the Face, regia di Paul Auster e Wayne Wang (1995)
- Clockers, regia di Spike Lee (1995)
- Dollari sporchi (Dead Presidents), regia di Albert e Allen Hughes (1995)
- Flipping, regia di Gene Mitchell (1996)
- La prossima vittima (Eye for an Eye), regia di John Schlesinger (1996)
- The Grave, regia di Jonas Pate (1996)
- Per amore di Vera (Larger Than Life), regia di Howard Franklin (1996)
- Johns, regia di Scott Silver (1996)
- Never Met Picasso, regia di Stephen Kijak (1996)
- Vulcano - Los Angeles 1997 (Volcano), regia di Mick Jackson (1997)
- Trappola per il presidente (Executive Target), regia di Joseph Merhi (1997)
- Loose Women, regia di Paul F. Bernard (1997)
- Armageddon - Giudizio finale (Armageddon), regia di Michael Bay (1998)
- Tutti pazzi per Mary (There's Something About Mary), regia di Peter e Bobby Farrelly (1998)
- Innocents (Dark Summer), regia di Gregory Marquette (2000)
- Pitch Black, regia di David Twohy (2000)
- Qui dove batte il cuore (Where the Heart Is), regia di Matt Williams (2000)
- Requiem for a Dream, regia di Darren Aronofsky (2000)
- Le riserve (The Replacements), regia di Howard Deutch (2000)
- Novocaine, regia di David Atkins (2001)
- La bottega del barbiere (Barbershop), regia di Tim Story (2002)
- La grande sfida (29 Palms), regia di Leonardo Ricagni (2002)
- Agente Cody Banks (Agent Cody Banks), regia di Harald Zwart (2003)
- Hollywood Homicide, regia di Ron Shelton (2003)
- The Chronicles of Riddick, regia di David Twohy (2004)
- Crash - Contatto fisico (Crash), regia di Paul Haggis (2004)
- Mr. & Mrs. Smith, regia di Doug Liman (2005)
- Transporter: Extreme (Transporter 2), regia di Louis Leterrier (2005)
- Superhero - Il più dotato fra i supereroi (Superhero Movie) (2008)
- Homeland Security (My Mom's New Boyfriend) (2008)
- The Fifth Commandment, regia di Rick Yune (2008)
- Last Night - Morte nella notte (Against the Dark), regia di Richard Crudo (2009)
- Dietro le linee nemiche III - Missione Colombia (Behind Enemy Lines: Colombia), regia di Tim Matheson (2009)
- A proposito di Steve (All About Steve), regia di Phil Trail (2009)
- Gamer, regia di Mark Neveldine, Brian Taylor (2009)
- Il funerale è servito (Death at a Funeral), regia di Neil LaBute (2010)
- Stepping 2 - La strada del successo (Stomp the Yard: Homecoming), regia di Rob Hardy (2010)
- Un nuovo amico per Whitney (The Greening of Whitney Brown), regia di Peter Skillman Odiorne (2011)
- Cloud Atlas, regia di Lana e Andy Wachowski e Tom Tykwer (2012)
- Smiley, regia di Michael J. Gallagher (2012)
- Assalto a Wall Street (Assault on Wall Street), regia di Uwe Boll (2013)
- Field of Lost Shoes, regia di Sean McNamara (2014)
- The Nice Guys, regia di Shane Black (2016)
- La scuola serale (Night School), regia di Malcolm D. Lee (2018)
- Love Jacked, regia di Alfons Adetuyi (2018)
- City of Crime (21 Bridges), regia di Brian Kirk (2019)
- The Wedding Year, regia di Robert Luketic (2019)
- The 420 Movie: Mary & Jane, regia di Robert A. Johnson (2020)
- Il settimo giorno (The Seventh Day), regia di Justin P. Lange (2021)
- Nope, regia di Jordan Peele (2022)
- All Fun and Games, regia di Ari Costa e Eren Celeboglu (2023)
- American Fiction, regia di Cord Jefferson (2023)

#### Televisione
- Omicidio in abito da sera - Lady Killer (Ladykillers), regia di Robert Michael Lewis – film TV (1988)
- Un giustiziere a New York (The Equalizer) – serie TV, episodio 4x02 (1988)
- Un uomo chiamato Falco (A Man Called Hawk) – serie TV, 1 episodio (1989)
- Against the Law – serie TV, 1 episodio (1990)
- Omicidio in bianco e nero (Murder in Black and White), regia di Robert Iscove – film TV (1990)
- American Playhouse – serie TV, 1 episodio (1993)
- Le avventure del giovane Indiana Jones (The Young Indiana Jones Chronicles) – serie TV, episodio 2x05 (1993)
- L'ultimo fuorilegge (The Last Outlaw) – film TV, regia di Geoff Murphy (1993)
- There Are No Children Here, regia di Anita W. Addison (1993) – film TV
- TriBeCa – serie TV, 7 episodi (1993)
- New York Undercover – serie TV, 2 episodi (1996)
- Don King - Una storia tutta americana (Don King: Only in America), regia di John Herzfeld – film TV (1997)
- Vagone letto con omicidio (South by Southwest), regia di Anthony Pullen Shaw – film TV (1997)
- Vanishing Point, regia di Charles Robert Carner – film TV (1997)
- The Tiger Woods Story regia di LeVar Burton – film TV (1998)
- ATF, regia di Dean Parisot – film TV (1999)
- Oltre i limiti (The Outer Limits) – serie TV, episodio 6x14 (2000)
- Going to California – serie TV, 1 episodio (2001)
- Law & Order - I due volti della giustizia – serie TV, episodio 11x16 (2001)
- The Job – serie TV, 9 episodi (2001-2002)
- Arli$$ – serie TV, 1 episodio (2002)
- CSI - Scena del crimine (CSI: Crime Scene Investigation) – serie TV, episodio 3x13 (2003)
- The Big House – serie TV, 5 episodi (2004)
- Grey's Anatomy – serie TV, 2 episodi (2005)
- Everwood – serie TV, episodio 4x07 (2005)
- E.R. - Medici in prima linea (ER) – serie TV, 5 episodi (2006-2007)
- Psych – serie TV, 1 episodio (2008)
- SIS - Sezione Indagini speciali (SIS), regia di John Herzfeld – film TV (2008)
- Numb3rs – serie TV, episodio 6x05 (2009)
- Hawaii Five-0 – serie TV, episodio 1x21 (2011)
- The Cape – serie TV, 10 episodi (2011)
- Belle's – serie TV, 6 episodi (2013)
- Touch – serie TV, episodio 2x07 (2013)
- Enlisted – serie TV, 13 episodi (2014)
- Scorpion – serie TV, episodio 1x07 (2014)
- Things You Shouldn't Say Past Midnight – serie TV, 2 episodi (2014)
- Big Time in Hollywood – serie TV, 6 episodi (2015)
- Black Jesus – serie TV, 3 episodi (2015)
- Community – serie TV, 12 episodi (2015)
- Extant – serie TV, episodio 2x11 (2015)
- Greenleaf – serie TV, 60 episodi (2016-2020)
- Person of Interest – serie TV, episodio 5x03 (2016)
- Future Man – serie TV, 5 episodi (2017)
- Speechless – serie TV, episodio 2x07 (2017)
- Superior Donuts – serie TV, 1 episodio (2017)
- Champaign ILL – serie TV, 10 episodi (2018)
- Fresh Off the Boat – serie TV, episodio 6x03 (2019)
- Black-ish – serie TV, episodio 6x21 (2020)
- MacGyver – serie TV, episodio 4x08 (2020)
- NCIS: New Orleans – serie TV, episodio 6x12 (2020)
- The Good Lord Bird - La storia di John Brown (The Good Lord Bird) – miniserie TV (2020)
- From Scratch – serie TV (2021)
- Creepshow – serie TV, 1 episodio (2021)
- True Lies – serie TV, episodio 1x07 (2023)

### Doppiatore
- Gargoyles - Il risveglio degli eroi (Gargoyles) – serie animata, 61 episodi (1994-1996)
- Timon e Pumbaa (Timon and Pumbaa) – serie animata, episodio 4x03 (1996)
- Spawn (Todd McFarlane's Spawn) – serie animata, 18 episodi (1997)
- Hercules, regia di John Musker e Ron Clements (1997)
- House of Mouse - Il Topoclub (House of Mouse) – serie animata, episodio 1x01 (2001)
- La profezia di Kaena (Kaena, la prophétie), regia di Chris Delaporte (2003)
- Transformers: The Game – videogioco (2007)
- Coraline e la porta magica (Coraline), regia di Henry Selick (2009)
- La principessa e il ranocchio (The Princess and the Frog), regia di Ron Clements e John Musker (2009)
- Le avventure di Fiocco di Neve (Floquet de Neu), regia di Andrés G. Schaer (2011)
- C'era una volta nel Paese delle Meraviglie – serie TV, episodio 1x01 (2013)
- Free Birds - Tacchini in fuga (Free Birds), regia di Jimmy Hayward (2013)
- Gli ultimi ragazzi sulla Terra (The Last Kids on Earth) – serie animata, 8 episodi (2019-2020)
- Anfibia (Amphibia) – serie animata, 15 episodi (2020-2022)
- DC League of Super-Pets, regia di Jared Stern (2022)
- Pluto – serie animata (2023)
- Hazbin Hotel - serie animata (2024)

## Doppiatori italiani
Nelle versioni in italiano delle opere in cui ha recitato, Keith David è stato doppiato da:
- Paolo Buglioni in Saigon, Essi vivono, Il giallo del bidone giallo, Articolo 99, La prossima vittima, Novocaine, La bottega del barbiere, Everwood, Grey's Anatomy, Scorpion, Greenleaf, The Good Lord Bird - La storia di John Brown, Il settimo giorno, High Potential
- Stefano Mondini in Per amore di Vera, Agente Cody Banks, La grande sfida, Don McKay - Il momento della verità, True Lies, American Fiction
- Roberto Draghetti in E.R. - Medici in prima linea, Agente Cody Banks 2 - Destinazione Londra, Prima o poi s...vengo!, A proposito di Steve, Il funerale è servito
- Diego Reggente in Programmato per uccidere, Il terrore dalla sesta luna, Superhero - Il più dotato fra i supereroi, Homeland Security
- Angelo Nicotra in Trappola per il presidente, S.I.S, City of Crime, Horizon Line - Brivido ad alta quota
- Luca Biagini in Pitch Black, The Chronicles of Riddick, Gamer
- Alessandro Rossi in Always - Per sempre, Pronti a morire
- Ennio Coltorti in Dietro le linee nemiche II - L'asse del male, Dietro le linee nemiche III - Missione Colombia
- Massimo Corvo in Cloud Atlas, Gli ultimi ragazzi sulla Terra
- Dario Oppido in Smiley, Nope
- Raffaele Uzzi in La cosa
- Glauco Onorato in Platoon
- Giancarlo Prete in Su e giù per i Caraibi
- Luca Ward in Un gentleman a New York
- Sergio Gibello in Bird
- Elio Zamuto in Law & Order - I due volti della giustizia
- Maurizio Fardo in Analisi finale
- Bruno Conti in Clockers
- Sandro Sardone in Dollari sporchi
- Edoardo Nordio in The Class
- Vittorio Di Prima in Armageddon - Giudizio finale
- Stefano De Sando in Tutti pazzi per Mary
- Eugenio Marinelli in Qui dove batte il cuore
- Marco Balbi in Requiem for a Dream
- Nino Prester in CSI - Scena del crimine
- Ermanno Ribaudo ne La signora in giallo - Vagone letto con omicidio
- Francesco Pannofino in Hollywood Homicide
- Mario Bombardieri in Canterbury's Law
- Sandro Iovino in Crash - Contatto fisico
- Carlo Baccarini in Mr. & Mrs. Smith
- Alessandro D'Errico in The Fifth Commandment
- Raffaele Farina in Community (ep. 3x14)
- Stefano Albertini in Community (st. 6)
- Bruno Alessandro in Hawaii Five-0
- Germano Longo in Assalto a Wall Street
- Saverio Indrio in The Nice Guys
- Gianluca Solombrino in Final Space
- Paolo Marchese ne La scuola serale
- Pasquale Anselmo in From Scratch - La forza di un amore
- Sergio Romanò in Love Jacked
- Mario Cordova in Justified: City Primeval

Da doppiatore è sostituito da:
- Alessandro Rossi in Gargoyles - Il risveglio degli eroi, Free Birds - Tacchini in fuga
- Maurizio Romano ne I Fantastici Quattro
- Enrico Di Troia in Hercules
- Bruno Alessandro in House of Mouse - Il Topoclub
- Gerolamo Alchieri in La profezia di Kaena
- Pietro Ubaldi in Transformers: The Game
- Paolo Marchese in Coraline e la porta magica
- Luca Ward in La principessa e il ranocchio
- Ennio Coltorti in C'era una volta nel Paese delle Meraviglie
- Alessandro Budroni in Rick and Morty (ep. 2x05)
- Roberto Draghetti in Rick and Morty (ep. 3x10)
- Roberto Stocchi in Rick and Morty (st. 5-6)
- Paolo Buglioni ne La Bibbia - Dio nella storia
- Massimo Corvo in Gli ultimi ragazzi sulla Terra
- Alessandro Ballico in Anfibia (ep. 2x06)
- Simone Mori in Anfibia (ep. 2x07-3x19)
- Vittorio Bestoso in Mortal Kombat 11
- Ruggero Andreozzi in Call of Duty: Modern Warfare 2
- Michele Gammino in DC League of Super-Pets
- Franco Mannella in La serie di Cuphead!
- Neri Marcorè in Hazbin Hotel
- Eugenio Marinelli in Mufasa - Il re leone
- Francesco Pezzulli in Mio papà a caccia di alieni
- Luca Mannocci in Firebuds
- Dario Oppido in Masters of the Universe: Revolution